# Pablo Sexto (kanton)
Pablo Sexto – kanton w prowincji Morona-Santiago, w Ekwadorze. Stolicą kantonu jest Pablo Sexto.